# Anput

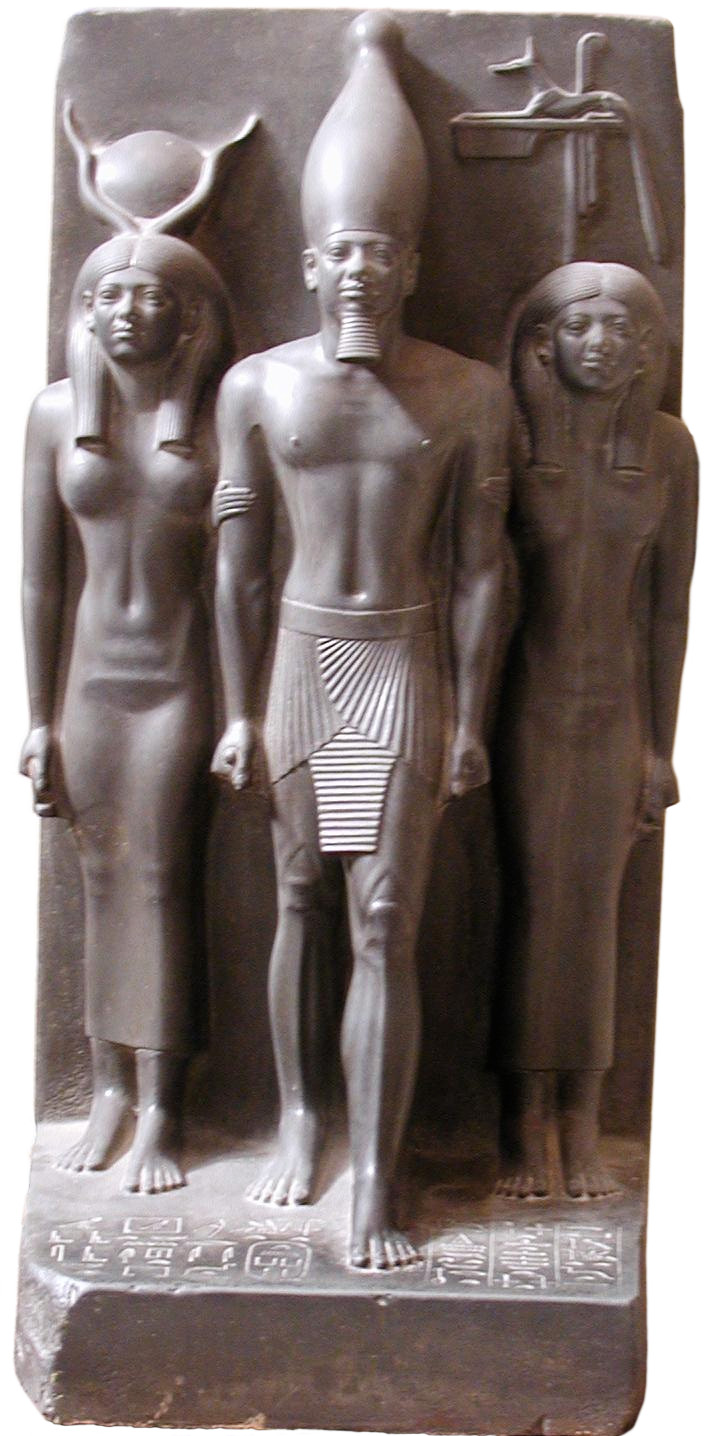
Hathor, faraonul Menkaura și Anput

Anput este o zeiță in religia egipteană antică (nume alternative: Input, Inpewt și Yineput). Numele ei este scris în hieroglife ca inpwt. Numele zeiței este versiunea feminină a numelui soțului său, zeul Anubis („t” este finalul feminin, Anubis fiind cunoscut sub numele de Anpu sau Inpu la egipteni). Ea a fost zeița înmormântării și mumificării, mama lui Kebechet și posibil Ammit.
Anput era descrisă ca o femeie purtând un standard depăsit de șacal, sau ca un câine negru mare sau șacal. Probabil cel mai bun exemplu este triada Menkaura, Hathor și Anput. Ea a fost uneori descrisă și ca o femeie cu cap de șacal, dar acest lucru este foarte rar.
Anput este omologul feminin al lui Anubis. Ea era, de asemenea, zeița nomei a XVII-a din Egiptul de Sus.